# Castelul Belvedere din Weimar

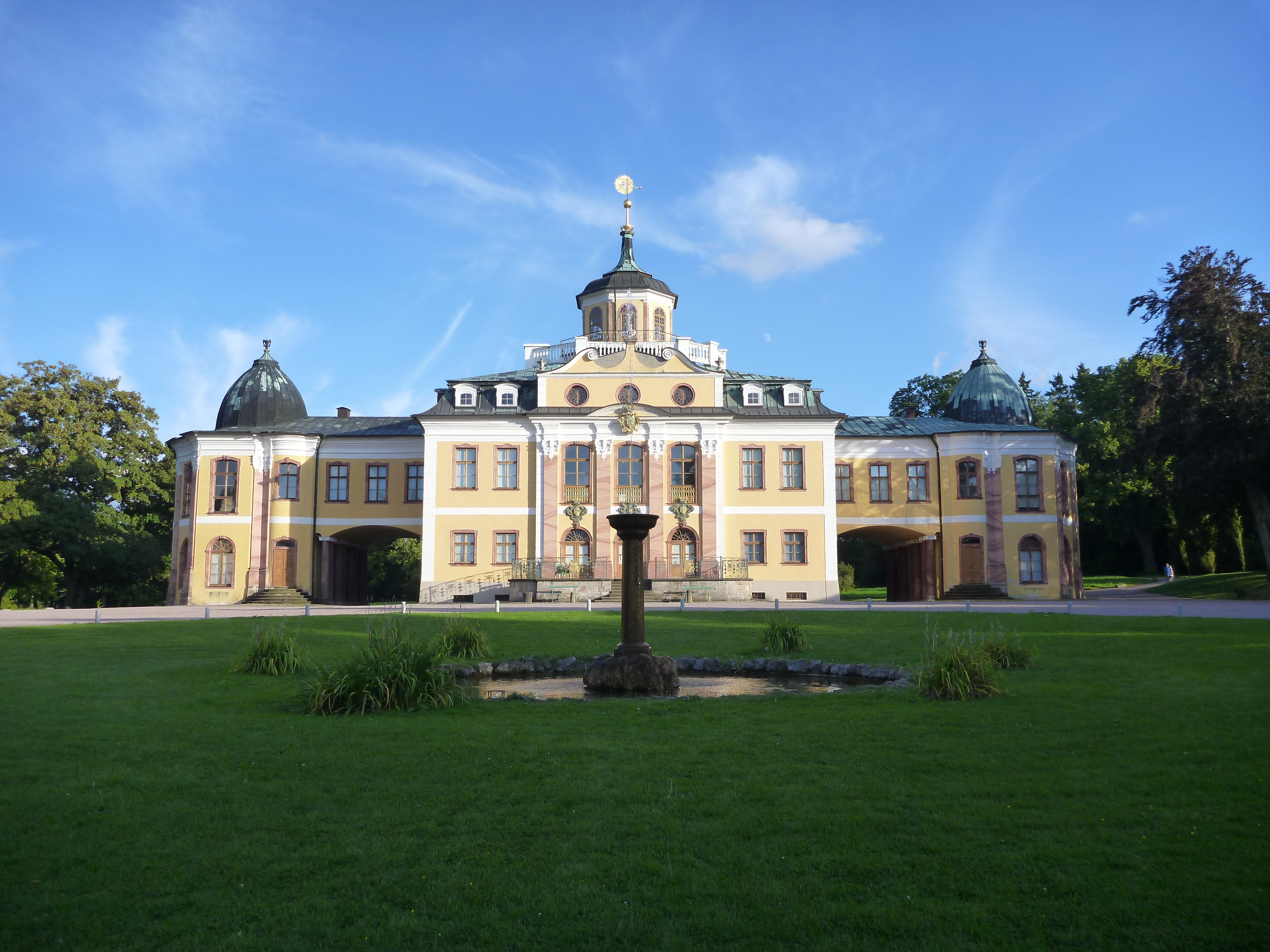
Castelul Belvedere

Castelul Belvedere (germană Schloss Belvedere) este o reședință de vară situată în apropierea orașului german Weimar în Turingia. Întreaga proprietate, inclusiv marele parcul înconjurător a fost declarată în 1998 ca parte a ansamblului "Klassisches Weimar", patrimoniu universal.
Castelul a fost construit între 1724-1732 după planurile arhitecților Johann August Richter și Gottfried Heinrich Krohne pentru Ernst August, Duce de Saxa-Weimar. Clădirea principală este flancată de pavilioane simetrice. Astăzi găzduiește colecții de artă din Weimar, cu porțelanuri și faianță, mobilier și picturi din secolul al XVIII-lea.
După 1811 o mare parte din grădinile exterioare au fost modificate conform stilului grădinilor englezești, pentru Marele Duce Friedrich Carl care a murit la Belvedere în 1853. Colecția îmbogățită de plante exotice a fost publicată ca Hortus Belvedereanus în 1820.